# Robert Helpmann
Robert Murray Helpman (Mount Gambier, 9 de abril de 1909 - Sídney, 28 de septiembre de 1986) fue un actor, bailarín y coreógrafo australiano.
Después de tomar clases de ballet en Australia con distintos maestros entre los que se encontraba Anna Pavlova, marchó al Reino Unido instalándose en Londres en 1932. Su asociación con Margot Fonteyn fue clave en su carrera como bailarín y coreógrafo. Volvió a Australia en la década de 1950. Se convirtió en codirector artístico del Ballet de Australia en 1965, junto con Peggy Van Praagh hasta 1974. Dirigió el ballet solo durante 1975.
Helpmann realizó su primera coreografía para una compañía de danza en 1942 cuando creó Comus para el Vic-Wells, más tarde el Ballet Sadler Wells. Para el Ballet de Australia realizó Display en 1964, de inspiración japonesa Yugen en 1965, Sun Music en 1968 y Perisynthyon en 1974. Durante su etapa como codirector  del Ballet de Australia dirigió, con Rudolf Nureyev, una película de la versión de este del ballet Don Qijote, y como único director artístico realizó una popular y exitosa versión de La viuda alegre.
Entre otros títulos, en 1948 participó en la producción Las zapatillas rojas (The Red Shoes) en el papel de Ivan Boleslawsky. Después, en 1963 intervino también en 55 días en Pekín interpretando al príncipe Tuan y en 1968 en la película musical Chitty Chitty Bang Bang, en el papel de cazador de niños.